# Coll de Rates
Le Coll de Rates est un col entre les montagnes de Ferrer (est) et de Carrascar de Parcent (ouest), séparation entre les comarques valenciennes de la Marina Alta (nord) et la Marina Baixa (sud).

## Géographie
Le col se situe à 627 mètres d'altitude et est emprunté par la route CV-715 qui relie Benidorm à Gandia en passant par Pego. Les communes de Parcent, d'Alcalalí et de Tàrbena convergent à proximité du col,.
L'ascension par Parcent est d'une longueur de 6,5 km avec une pente moyenne de 5,5 % et 340 mètres de dénivelé positif, avec une pente régulière durant toute l'ascension.

## Activité

### Cyclisme
La route du Coll de Rates est connue pour être empruntée par de nombreux cyclistes, notamment professionnels, qui réalisent des entraînements et tests d'efforts durant leurs stages hivernaux sur la Costa Blanca,.